# Kritosaurus navajovius
Kritosaurus navajovius es la única especie conocida del género extinto Kritosaurus ("reptil separado") de dinosaurio ornitópodo hadrosáurido, que vivió a finales del período Cretácico, hace aproximadamente 73 millones de años, en el Campaniense, en lo que hoy es Norteamérica. Su nombre es malinterpretado a veces como "lagarto noble", en referencia la presunta "nariz aguileña" que se relaciona con los nobles romanos del perfil de la región nasal que se encontró en fragmentos, y desarticulada siendo restaurada originalmente como plana. Es un género de dinosaurio de pico de pato incompleto pero históricamente importante. Su taxonomía se ve envuelta en una complicada historia donde también se incluyen a Gryposaurus, Anasazisaurus, y Naashoibitosaurus. Este enredo seguirá estando sin resolver hasta que mejores restos de Kritosaurus sean descritos. A pesar del poco material disponible, este herbívoro apareció frecuentemente en los libros de dinosaurios hasta los años 90 del siglo XX, si bien lo que se representaba generalmente era el mucho mejor conocido Gryposaurus, ya que por aquel entonces eran considerados sinónimos.

## Descripción
Kritosaurus presentaba una adaptación especial en el hocico, que resultaba ancho en su extremo. Caminaba sobre tanto en dos como en cuatro patas y su cabeza era estrecha con un bulto en la corona, con conductos por los que pasaba aire y le permitía emitir sonidos con él. La especie tipo, K. navajovius, tenía una longitud de 10 metros y un peso de alrededor de 4 toneladas, lo que la convertía en la especie más grande, aunque la reciente colocación en Kritosaurus sp. de un espécimen encontrado en Sabinas Coahuila, México, originalmente conocido como "Sabinosaurio", le arrebata el título con sus 11 a 12 metros de longitud. En 2016, Paul estimó su longitud en 9 metros. Holtz en 2011 da la misma longitud.
Kritosaurus es solamente definitivamente determinado de un cráneo parcial y mandíbulas inferiores, y de material asociado postcraneal sin describir. La mayor porción del hocico y del premaxilar faltan, pero una reconstrucción de principios de los años 2000 que usa material adicional de fragmentos del cráneo que no había sido colocado antes muestran una cresta delante de los ojos. La forma de esta cresta es desconocida. La longitud del cráneo se estima en 87 centímetros desde el pico superior en donde el cuadrado articula con la mandíbula inferior en la parte posterior del cráneo. Potenciales características de diagnóstico de Kritosaurus incluye un predentario sin la crenulación dentada, una curva hacia abajo sostenida en la inserción del pico inferior, y un pesado, algo rectangular maxilar. Si resulta ser igual que Anasazisaurus o Naashoibitosaurus, entonces la forma de la cresta completa es en un principio la de una lengüeta o del reborde delante de los ojos y un levantamiento entre y sobre ellos, pero no extendido más allá de ellos. Esta cresta única le permite distinguirse de hadrosáuridos similares, como Gryposaurus.
Según Prieto-Márquez, quien volvió a diagnosticar este género en 2013, Kritosaurus se puede distinguir en función de las siguientes características: la longitud del margen dorsolateral del maxilar es extensa, el yugal presenta una constricción orbitaria que es más profunda que la infratemporal, la fenestra infratemporal es mayor que la órbita y tiene un margen dorsal que está muy elevado por encima del margen orbitario dorsal en adultos, el hueso frontal participa en el margen orbital, la presencia de procesos parasagitales caudales pareados de las nasales que descansan sobre los huesos frontales.

## Descubrimiento e investigación
En 1904, Barnum Brown descubrió el espécimen tipo, AMNH 5799 de Kritosaurus cerca de Ojo Álamo, Condado de San Juan, Nuevo México, Estados Unidos, siguiendo los pasos de una expedición previa. Inicialmente no pudo correlacionar la estratigrafía con exactitud, pero en 1916 podía establecerlo como de qué ahora se conoce como en el Miembro De-na-zin de la Formación Kirtland en el Campaniano. Cuando lo descubrió, gran parte de la región frontal estaba erosionada o rota, por lo que Brown reconstruyó esta sección a partir del ahora llamado Edmontosaurus, dejando afuera muchos fragmentos. Sin embargo, había notado que había algo diferente entre los fragmentos, pero atribuyó a las diferencias al aplastamiento. Inicialmente lo llamó Nectosaurus, pero ese nombre ya había sido usado. Jan Versluys, quien visitó a Brown antes del cambio, inadvertidamente dejó escapar la opción anterior. Conservó el nombre de la especie aunque usando la combinación K. navajovius.

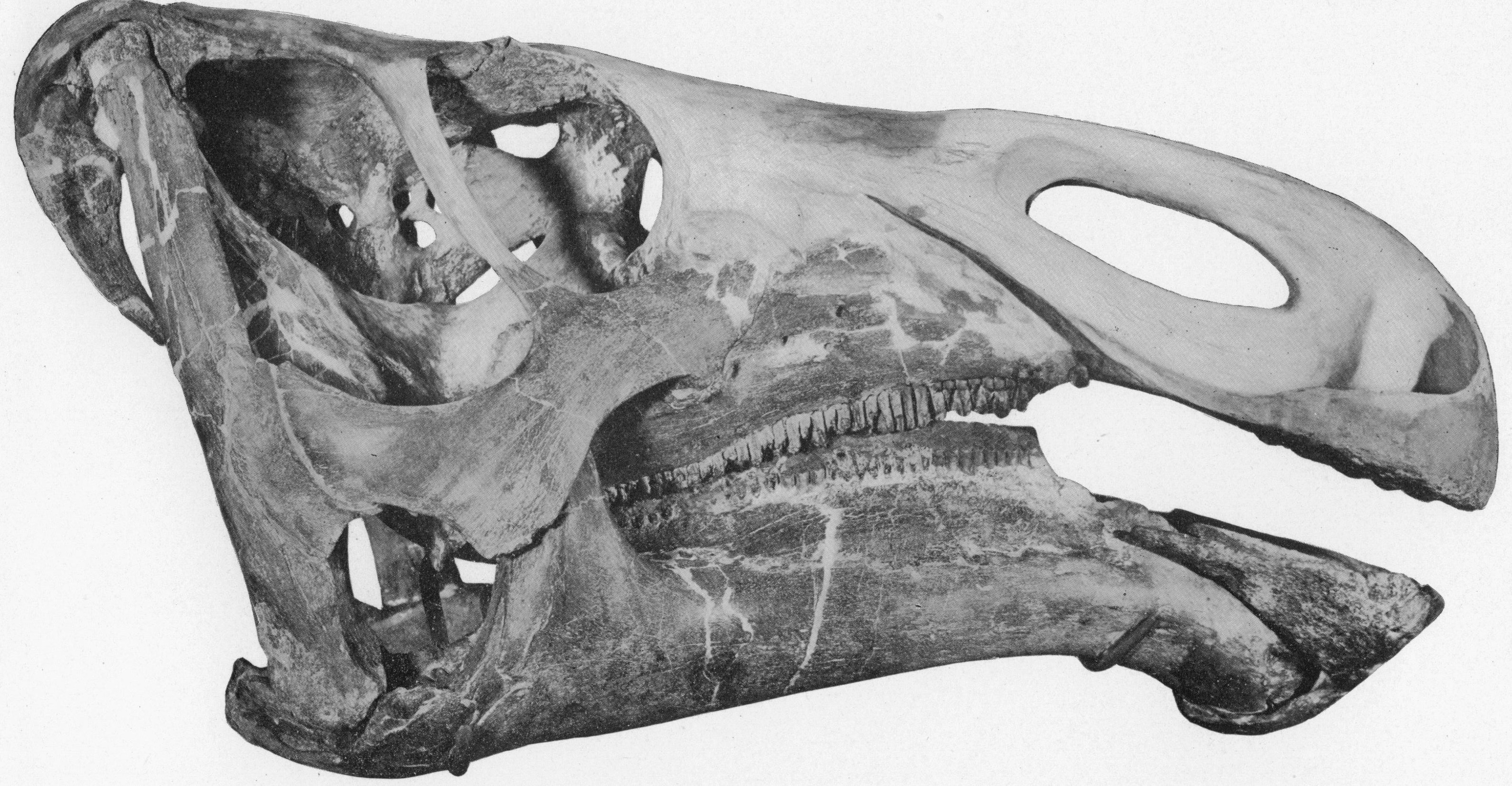
Primera reconstrucción de Barnum Brown, con la cabeza plana del cráneo de Kritosaurus.

La publicación de 1914 del género con nariz de arco canadiense Gryposaurus hizo cambiar la visión de Brown sobre la anatomía de la nariz del dinosaurio. Volviendo a revisar los fragmentos, volvió atrás su reconstrucción dándole una hocico arqueado como el de Gryposaurus. También sinonimizó a Gryposaurus con Kritosaurus, un movimiento apoyado por Charles Gilmore. Esta sinonimización fue usada por William Parks para nombrar la especie canadiense Kritosaurus incurvimanus y llegó a ser estándar después de la publicación del influyente trabajo de Richard Swann Lull y Nelda Wright de 1942 sobre los hadrosáuridos norteamericanos. Desde ese tiempo hasta los años 1990, Kritosaurus estuvo formado por la especie tipo K. navajovius, K. incurvimanus y K. notabilis, la especie tipo original de Gryposaurus. La poco conocida especie Hadrosaurus breviceps nombrada por Marsh de 1889, conocida por un dentario de la Formación Río Judith del Campaniano de Montana, fue también asignada a Kritosaurus por Lull y Wright, pero esto no fue aceptado por la mayoría.
A finales de los años 1970s y principios de los 1980s, Hadrosaurus se había incorporado la discusión como sinónimo posible de cualquiera Kritosaurus, Gryposaurus, o ambos, particularmente en la bibliografía semi-técnica. En un bien conocido trabajo, The Illustrated Encyclopedia of Dinosaurs, de David B. Norman, usa Kritosaurus para el material canadiense de Gryposaurus, pero confusamente identifica el esqueleto montado de K. incurvimanus como Hadrosaurus. Una nueva especie de Kritosaurus fue agregada en esos años. En 1984, el paleontólogo argentino José Fernando Bonaparte et al. llamaron K. australis a huesos de un hadrosáurido de finales del Campaniano a principios del Maastrichiano, proveniente de la Formación Los Alamitos de la Provincia del Río Negro, Patagonia, Argentina. Esta especie ha sido problemática y sus características basales lo excluyen de pertenecer en Kritosaurus, según lo sugerido por las revisiones en ambas ediciones de The Dinosauria. Estudios posteriores han confirmado que esta especie es un sinónimo más moderno de Secernosaurus koerneri.

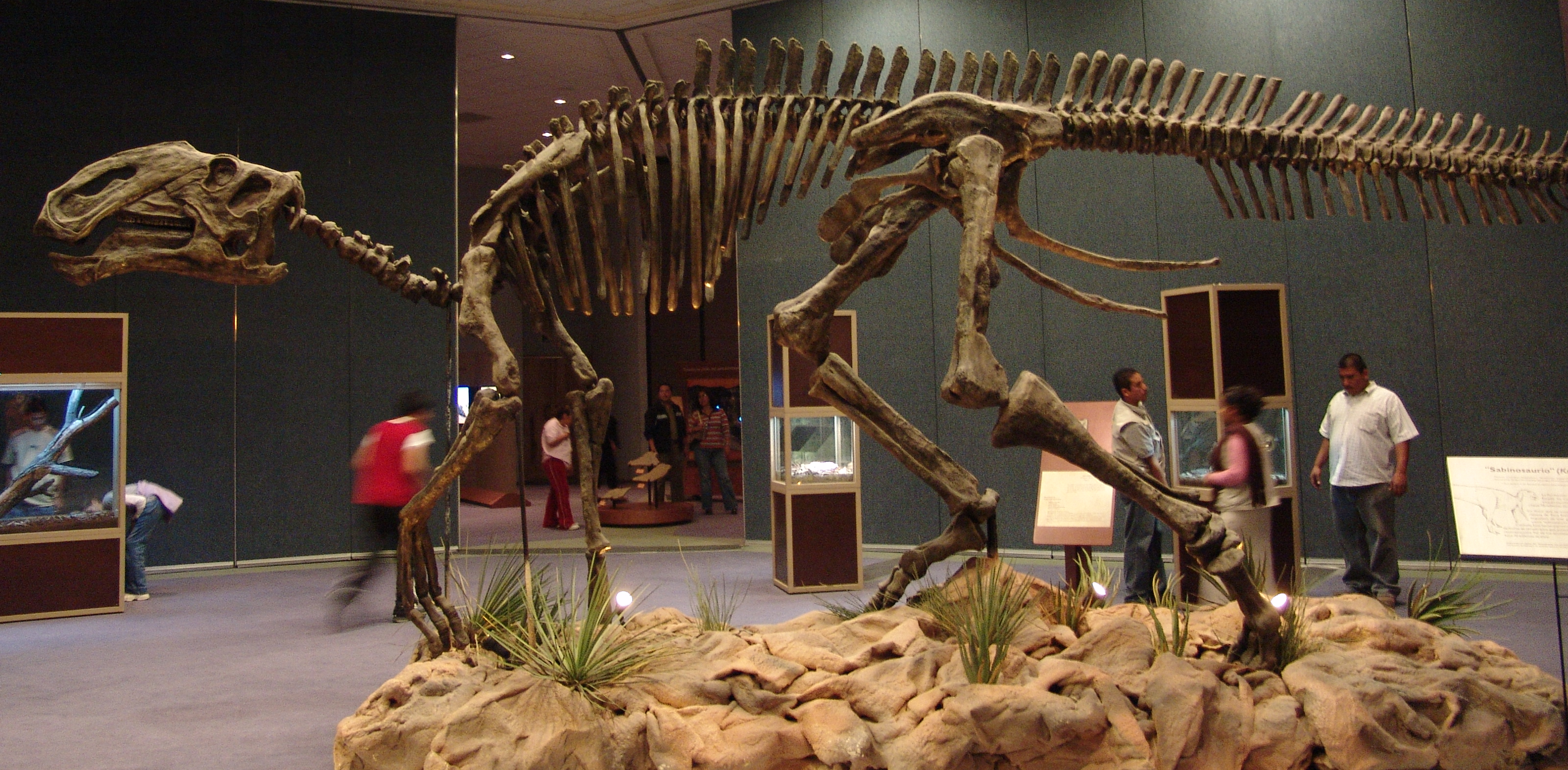
Kritosaurus sp., también conocido como "Sabinosaurio"

La historia de Kritosaurus toma otro giro en los 1990, cuando Jack Horner y David B. Weishampel una vez habiendo separado al género Gryposaurus, ponen en duda Kritosaurus. Horner en 1992 describió dos cráneos más de Nuevo México que consideró pertenecientes a Kritosaurus y demostró que eran distintos a Gryposaurus, pero al año siguiente Adrian Hunt y Spencer G. Lucas pusieron cada calavera en su propio género, creando Anasazisaurus y Naashoibitosaurus. No todos los autores han convenido con esto, Thomas E. Williamson en particular defiende la interpretación original de Horner. Por lo menos dos publicaciones recientes han mantenido los géneros separados, por ahora.
Adrian Hunt y Spencer G. Lucas, paleontólogos estadounidenses , nombraron Anasazisaurus horneri en 1993. El nombre se derivaba de los Anasazi, un antiguo pueblo nativo americano y la palabra griega sauros, "lagarto". Los Anasazi eran famosos por sus viviendas en los acantilados , como las del Cañón del Chaco, cerca de la ubicación de restos fósiles de Anasazisaurus . El término "Anasazi" en sí es en realidad una palabra en idioma Navajo , anaasází, "antepasados enemigos". La especie fue nombrada en honor a Jack Horner , el paleontólogo estadounidense que describió por primera vez el cráneo en 1992. El cráneo holotipo y el único espécimen conocido fue recolectado a fines de la década de 1970 por un grupo de campo de la Universidad Brigham Young que trabajaba en el condado de San Juan y se encuentra en catalogado BYU 12950.
Horner originalmente asignó el cráneo de Anasazisaurus a Kritosaurus navajovius, pero Hunt y Lucas no pudieron encontrar ninguna característica de diagnóstico en el material limitado de Kritosaurus y juzgaron que el género era un dudoso. Dado que el cráneo de Anasazisaurus tenía características de diagnóstico propias, y no les parecía compartir ninguna característica única con Kritosaurus, se le dio el nuevo nombre de Anasazisaurus horneri, una opinión que fue apoyada por algunos autores posteriores. No todos los autores están de acuerdo con esto, Thomas E. Williamson en particular defendiendo la interpretación original de Horner, y varios estudios posteriores reconocieron ambos géneros distintos.>
Un estudio exhaustivo del material conocido de Kritosaurus publicado por Albert Prieto-Márquez en 2013 confirmó el estado de Naashoibitosaurus como un género distinto, pero descubrió que los especímenes tipo de Kritosaurus y Anasazisaurus eran indistinguibles al comparar elementos superpuestos, es decir, solo aquellos huesos conservados en ambos especímenes. Por lo tanto, Prieto-Márquez consideró a Anasazisaurus como sinónimo de Kritosaurus, pero lo retuvo como la especie distinta K. horneri.
Finalmente, el potencial rango geográfico de los restos de Kritosaurus en América del Norte ha sido expandido. Huesos de la Formación Aguja de finales del Campaniano de Texas, que incluyen un cráneo, han sido encontrados. Adicionalmente, recientes restos descritos de Coahuila, México podrían representar una nueva especie, un 20% más larga que K. navajovius y con un distintivo isquion curvado. Este animal puede ser el más grande y mejor representado hadrosaurino de Norteamérica. Desafortunadamente, los huesos nasales están también incompletos en el cráneo perteneciente a este material. Un esqueleto parcial de la cuenca de Sabinas en México se describió como Kritosaurus sp. por Jim Kirkland y colegas, [24] pero considerado una saurolofina indeterminada por Prieto-Márquez en 2013.

## Clasificación
Kritosaurus era una hadrosáurido saurolofininido, una pico de pato de cabeza plana o cresta sólida. Aunque muchas especies y especímenes se han referido al género en el pasado, la mayoría de ellos no muestran las características distintivas compartidas para permitirles ser considerados parte del género, o han sido sinonimizados con otros géneros de hadrosáurido. El pariente más cercano de Kritosaurus navajovius es Anasazisaurus horneri también llamado Kritosaurus horneri, que junto con parientes cercanos como Gryposaurus y Secernosaurus, forman un clado llamado Kritosaurini dentro del clado más grande Saurolophinae.  La ubicación y la edad separan al Kritosaurus del Gryposaurus un poco más viejo, principalmente canadiense, junto con algunos detalles craneales.

### Filogenia
El siguiente es un cladograma basado en el análisis filogenético realizado por Prieto-Márquez y Wagner en 2012, que muestra las relaciones de Kritosaurus entre los otros Kritosaurini.

|  | Gryposaurus latidens                                                                |
|  |                                                                                     |
|  | \| \| Gryposaurus notabilis \| \| \| \| \| \| Gryposaurus monumentensis \| \| \| \| |
|  |                                                                                     |
|  | Gryposaurus notabilis                                                               |
|  |                                                                                     |
|  | Gryposaurus monumentensis                                                           |
|  |                                                                                     |

|  | Gryposaurus notabilis     |
|  |                           |
|  | Gryposaurus monumentensis |
|  |                           |

|  | Aquilarhinus                                                  |
|  |                                                               |
|  | \| \| Secernosaurus \| \| \| \| \| \| Willinakaqe \| \| \| \| |
|  |                                                               |
|  | Secernosaurus                                                 |
|  |                                                               |
|  | Willinakaqe                                                   |
|  |                                                               |

|  | Secernosaurus |
|  |               |
|  | Willinakaqe   |
|  |               |

|  | Gryposaurus latidens                                                                |
|  |                                                                                     |
|  | \| \| Gryposaurus notabilis \| \| \| \| \| \| Gryposaurus monumentensis \| \| \| \| |
|  |                                                                                     |
|  | Gryposaurus notabilis                                                               |
|  |                                                                                     |
|  | Gryposaurus monumentensis                                                           |
|  |                                                                                     |

|  | Gryposaurus notabilis     |
|  |                           |
|  | Gryposaurus monumentensis |
|  |                           |

|  | Aquilarhinus                                                  |
|  |                                                               |
|  | \| \| Secernosaurus \| \| \| \| \| \| Willinakaqe \| \| \| \| |
|  |                                                               |
|  | Secernosaurus                                                 |
|  |                                                               |
|  | Willinakaqe                                                   |
|  |                                                               |

|  | Secernosaurus |
|  |               |
|  | Willinakaqe   |
|  |               |

|  | Gryposaurus latidens                                                                |
|  |                                                                                     |
|  | \| \| Gryposaurus notabilis \| \| \| \| \| \| Gryposaurus monumentensis \| \| \| \| |
|  |                                                                                     |
|  | Gryposaurus notabilis                                                               |
|  |                                                                                     |
|  | Gryposaurus monumentensis                                                           |
|  |                                                                                     |

|  | Gryposaurus notabilis     |
|  |                           |
|  | Gryposaurus monumentensis |
|  |                           |

|  | Aquilarhinus                                                  |
|  |                                                               |
|  | \| \| Secernosaurus \| \| \| \| \| \| Willinakaqe \| \| \| \| |
|  |                                                               |
|  | Secernosaurus                                                 |
|  |                                                               |
|  | Willinakaqe                                                   |
|  |                                                               |

|  | Secernosaurus |
|  |               |
|  | Willinakaqe   |
|  |               |

|  | Gryposaurus latidens                                                                |
|  |                                                                                     |
|  | \| \| Gryposaurus notabilis \| \| \| \| \| \| Gryposaurus monumentensis \| \| \| \| |
|  |                                                                                     |
|  | Gryposaurus notabilis                                                               |
|  |                                                                                     |
|  | Gryposaurus monumentensis                                                           |
|  |                                                                                     |

|  | Gryposaurus notabilis     |
|  |                           |
|  | Gryposaurus monumentensis |
|  |                           |

|  | Aquilarhinus                                                  |
|  |                                                               |
|  | \| \| Secernosaurus \| \| \| \| \| \| Willinakaqe \| \| \| \| |
|  |                                                               |
|  | Secernosaurus                                                 |
|  |                                                               |
|  | Willinakaqe                                                   |
|  |                                                               |

|  | Secernosaurus |
|  |               |
|  | Willinakaqe   |
|  |               |

|  | Gryposaurus latidens                                                                |
|  |                                                                                     |
|  | \| \| Gryposaurus notabilis \| \| \| \| \| \| Gryposaurus monumentensis \| \| \| \| |
|  |                                                                                     |
|  | Gryposaurus notabilis                                                               |
|  |                                                                                     |
|  | Gryposaurus monumentensis                                                           |
|  |                                                                                     |

|  | Gryposaurus notabilis     |
|  |                           |
|  | Gryposaurus monumentensis |
|  |                           |

|  | Aquilarhinus                                                  |
|  |                                                               |
|  | \| \| Secernosaurus \| \| \| \| \| \| Willinakaqe \| \| \| \| |
|  |                                                               |
|  | Secernosaurus                                                 |
|  |                                                               |
|  | Willinakaqe                                                   |
|  |                                                               |

|  | Secernosaurus |
|  |               |
|  | Willinakaqe   |
|  |               |

|  | Gryposaurus latidens                                                                |
|  |                                                                                     |
|  | \| \| Gryposaurus notabilis \| \| \| \| \| \| Gryposaurus monumentensis \| \| \| \| |
|  |                                                                                     |
|  | Gryposaurus notabilis                                                               |
|  |                                                                                     |
|  | Gryposaurus monumentensis                                                           |
|  |                                                                                     |

|  | Gryposaurus notabilis     |
|  |                           |
|  | Gryposaurus monumentensis |
|  |                           |

|  | Aquilarhinus                                                  |
|  |                                                               |
|  | \| \| Secernosaurus \| \| \| \| \| \| Willinakaqe \| \| \| \| |
|  |                                                               |
|  | Secernosaurus                                                 |
|  |                                                               |
|  | Willinakaqe                                                   |
|  |                                                               |

|  | Secernosaurus |
|  |               |
|  | Willinakaqe   |
|  |               |

|  | Gryposaurus latidens                                                                |
|  |                                                                                     |
|  | \| \| Gryposaurus notabilis \| \| \| \| \| \| Gryposaurus monumentensis \| \| \| \| |
|  |                                                                                     |
|  | Gryposaurus notabilis                                                               |
|  |                                                                                     |
|  | Gryposaurus monumentensis                                                           |
|  |                                                                                     |

|  | Gryposaurus notabilis     |
|  |                           |
|  | Gryposaurus monumentensis |
|  |                           |

|  | Aquilarhinus                                                  |
|  |                                                               |
|  | \| \| Secernosaurus \| \| \| \| \| \| Willinakaqe \| \| \| \| |
|  |                                                               |
|  | Secernosaurus                                                 |
|  |                                                               |
|  | Willinakaqe                                                   |
|  |                                                               |

|  | Secernosaurus |
|  |               |
|  | Willinakaqe   |
|  |               |

|  | Gryposaurus latidens                                                                |
|  |                                                                                     |
|  | \| \| Gryposaurus notabilis \| \| \| \| \| \| Gryposaurus monumentensis \| \| \| \| |
|  |                                                                                     |
|  | Gryposaurus notabilis                                                               |
|  |                                                                                     |
|  | Gryposaurus monumentensis                                                           |
|  |                                                                                     |

|  | Gryposaurus notabilis     |
|  |                           |
|  | Gryposaurus monumentensis |
|  |                           |

|  | Aquilarhinus                                                  |
|  |                                                               |
|  | \| \| Secernosaurus \| \| \| \| \| \| Willinakaqe \| \| \| \| |
|  |                                                               |
|  | Secernosaurus                                                 |
|  |                                                               |
|  | Willinakaqe                                                   |
|  |                                                               |

|  | Secernosaurus |
|  |               |
|  | Willinakaqe   |
|  |               |

## Paleobiología

### Dieta y alimentación

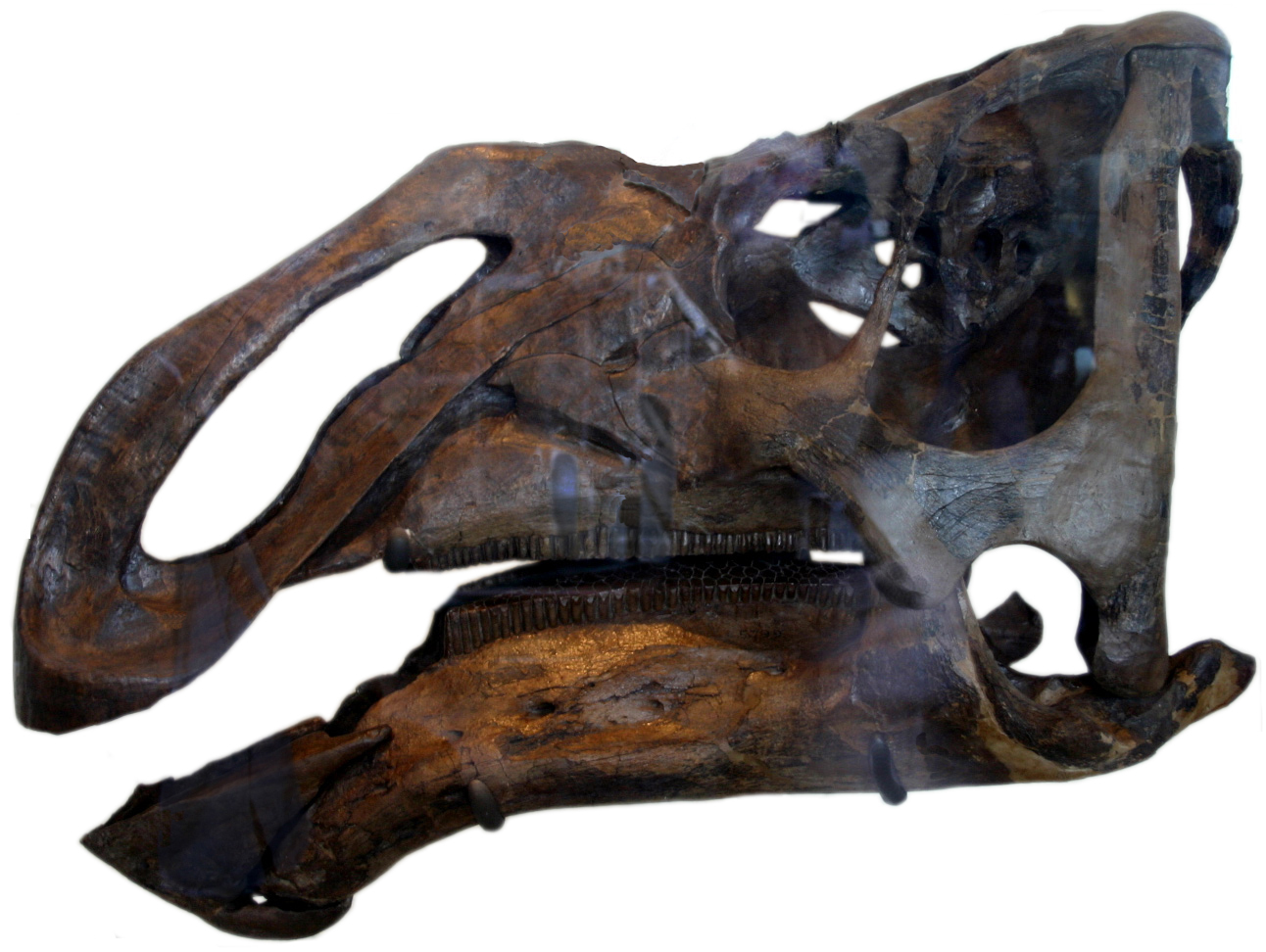
Cráneo de Kritosaurus navajovius, AMNH.

Como todo hadrosáurido, Kritosaurus fue un gran herbívoro que alternaba la posición bípeda con la cuadrúpeda, comiendo plantas con un sofisticado cráneo que permitía un movimiento similar a la masticación. Sus dientes se remplazaban constantemente y se encontraban empaquetados en baterías dentales, con solo un puñado de los mismos en uso al mismo momento. El material vegetal era tomado por un pico córneo en la parte frontal de la boca que era desdentada, y mantenido en la boca por una estructura de piel de función similar a las mejillas. Se alimentaba de las plantas que alcanzaban hasta cuatro metros de altura. Si fueran géneros separados, cómo habría repartido recursos con el similar y contemporáneo Naashoibitosaurus es desconocido.

### Cresta nasal
La cresta nasal de Kritosaurus, aunque que su forma verdadera es desconocida, se pudo haber utilizado para una variedad de funciones sociales, tales como identificación de sexos o especie y graduación social. Puede haber estado compuestas de sacos de aire inflables que la flanquean para la señalización visual y auditiva.

## Paleoecología

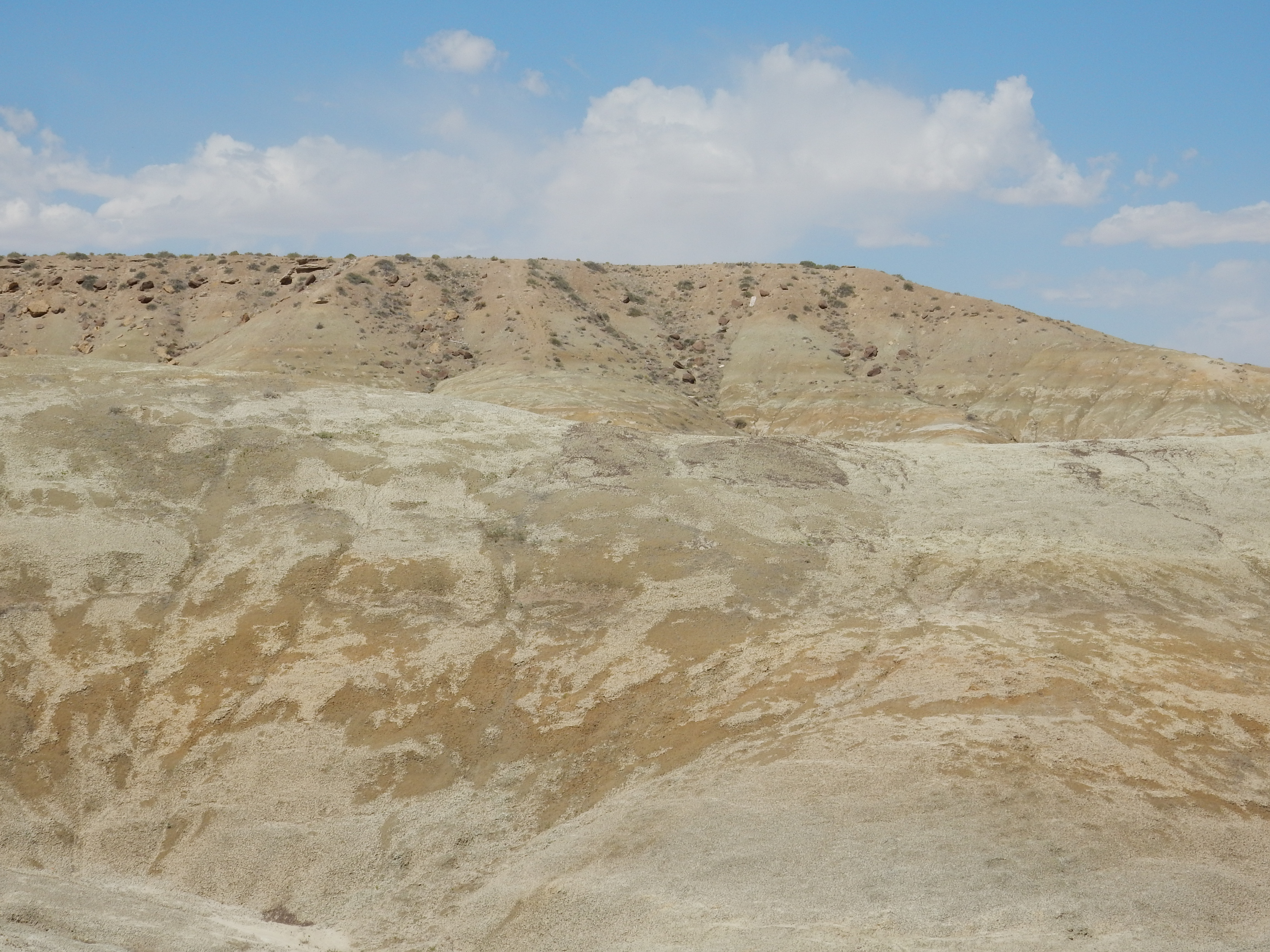
Afloramientos de la Formación Kirtland en su ubicación típica, justo al sur de Kirland, Nuevo México.

Kritosaurus fue descubierto en el Miembro De-na-zin de la Formación Kirtland. Esta formación data del Campaniense en el Cretácico Superior, hace aproximadamente 74 a 70 millones de años atrás, y ha sido fuente de numerosos dinosaurios como Alamosaurus, una especie de Parasaurolophus, Pentaceratops, Nodocephalosaurus, Saurornitholestes y el tiranosáurido Bistahieversor. La Formación Kirtland es interpretada como una llanura fluvial, aparecida después que se retirara del Mar de Niobrara. Las coníferas eran las plantas dominantes, y los chasmosaurínido parecen haber sido más comunes que los hadrosáuridos. La presencia de Parasaurolophus y Kritosaurus en los sitios fósiles de latitudes septentrionales puede representar un intercambio de fauna entre los biomas del norte y el sur en el Cretácico tardío. Ambos taxones son poco comunes fuera del bioma del sur, donde, junto con Pentaceratops , son miembros predominantes de la fauna.
El alcance geográfico de los restos de Kritosaurus en América del Norte se amplió con el descubrimiento de huesos de la Formación Aguja de Texas, del era de Campaniense, que incluye un cráneo. Además, un cráneo parcial de Coahuila , México , ha sido referido a K. navajovius.
Desde la década de 1930, Barnum Brown describió que una especie no descrita de Kritosaurus, el candidato más probable que era Kritosaurus navajovius, había habitado la Formación Maastrichtiense Ojo Álamo, la Formación Javelina en Texas y la Formación El Picacho, que era un entorno de tipo plano inundable en ese periodo. Estos fósiles podrían ser de una especie desconocida de hadrosáurido o un espécimen no descrito de Kritosaurus. Este género vivió junto a numerosas especies de dinosaurios, incluido el saurópodo Alamosaurus, los ceratopsianos Bravoceratops, Ojoceratops, Torosaurus y una posible especie de Eotriceratops, hadrosáuridos que incluían una posible especie Edmontosaurus annectens , Saurolophus y Gryposaurus y el nodosáurido blindado Glyptodontopelta. Los terópodos de este entorno que incluía Tyrannosaurus, terópodos más pequeños como una especie de Troodon y Richardoestesia, el oviraptórido Ojoraptorsaurus, ornitomímidos y dromaeosáuridos indeterminados. Las especies no dinosaurias que habían compartido el mismo entorno con Kritosaurus incluían el pterosaurio gigante Quetzalcoatlus, varias especies de peces y rayas, anfibios, lagartijas, tortugas como Adocus y múltiples especies de mamíferos como Alphadon y Mesodma.

## En la cultura popular
La sinonimización de Kritosaurus y Gryposaurus de finales del los años de 1910 hasta los 1990 llevó a una visión distorsionada del material verdadero que representaba a Kritosaurus. Debido a que el material canadiense era más completo, la mayoría de las representaciones y discusiones sobre Kritosaurus entre los años de 1920 a 1990 son realmente más aplicables a Gryposaurus. Esto incluye, por ejemplo la discusión de James Hopson sobre la ornamentación craneal de los hadrosáuridos, y la adaptación para el público en general de The Illustrated Encyclopedia of Dinosaurs.